# 부산광역시도 제41호선
부산광역시도 제41호선은 부산광역시 사하구 하단동 하단 교차로와 북구 금곡동 시계를 잇는 부산광역시도이다. 북구 구포대교 교차로에서 덕천 교차로까지 구간은 부산광역시도 제40호선과 중복된다. 본래 낙동대로 전 구간 및 금곡대로 전 구간이 이 광역시도로 지정되어 있었으나 2012년 11월 28일부터 하단 교차로 ~ 영주사거리 구간이 부산광역시도 제10호선으로 변경되어 단축되었다.

## 경유 도로
- 낙동대로 - 금곡대로

## 주요 경유지
부산광역시
- 사하구 - 사상구 - 북구

## 노선
| 구간                   | 이름                                        | 접속 노선                                                                                                   | 소재지     | 소재지                       | 비고                     |
| ---------------------- | ------------------------------------------- | --- | ---------- | ---------------------------- | ------------------------ |
| 낙동대로               | 하단 교차로                                 | 국도 제2호선 국도 제77호선 부산광역시도 제10호선 (낙동남로) (낙동대로) 부산광역시도 제1002호선 (하신중앙로) | 부산광역시 | 사하구                       | 시점                     |
| 낙동대로               | 동아대학교입구                              | 낙동대로550번길                                                                                             | 부산광역시 | 사하구                       |                          |
| 낙동대로               | 하단남영아파트삼거리                        | 하신번영로                                                                                                  | 부산광역시 | 사하구                       |                          |
| 낙동대로               | 농산물도매시장 교차로                       | 농산물시장로                                                                                                | 부산광역시 | 사상구                       |                          |
| 낙동대로               | 엄궁 교차로                                 | 대동로 엄궁로                                                                                               | 부산광역시 | 사상구                       |                          |
| 낙동대로               | 엄궁삼거리                                  | 부산광역시도 제4101호선 (학장로)                                                                            | 부산광역시 | 사상구                       |                          |
| 낙동대로               | 엄궁교                                      | | 부산광역시 | 사상구                       |                          |
| 낙동대로               | 감전 교차로                                 | 부산광역시도 제66호선 (강변대로) 부산광역시도 제4102호선 (장인로)                                           | 부산광역시 | 사상구                       |                          |
| 낙동대로               | 낙동대교 교차로                             | 부산광역시도 제30호선 (가야대로)                                                                            | 부산광역시 | 사상구                       |                          |
| 낙동대로               | 괘법교 서단                                 | 부산광역시도 제66호선 (강변대로) 부산광역시도 제4103호선 (광장로)                                           | 부산광역시 | 사상구                       | 강변대로에서 진입만 가능 |
| 낙동대로               | 사상경찰서 교차로                           | 부산광역시도 제66호선 (강변대로) 부산광역시도 제4104호선 (삼덕로)                                           | 부산광역시 | 사상구                       | 강변대로로 진출만 가능   |
| 낙동대로               | 사상양수장삼거리                            | 모덕로 | 부산광역시 | 사상구                       |                          |
| 낙동대로               | 삼락동 교차로                               | 부산광역시도 제33호선 (모라로)                                                                              | 부산광역시 | 사상구                       |                          |
| 낙동대로               | 북구청삼거리                                | 삼락천로 낙동대로1570번길                                                                                   | 부산광역시 | 사상구                       |                          |
| 낙동대로               | 북구청삼거리                                | 삼락천로 낙동대로1570번길                                                                                   | 부산광역시 | 북구                         |                          |
| 낙동대로               | 구포삼거리                                  | 부산광역시도 제3001호선 (사상로)                                                                            | 부산광역시 |                              |                          |
| 낙동대로               | 구포대교 교차로                             | 국도 제14호선 부산광역시도 제40호선 (낙동북로)                                                              | 부산광역시 | 부산광역시도 제40호선과 중복 |                          |
| 낙동대로               | 구포역                                      | | 부산광역시 | 부산광역시도 제40호선과 중복 |                          |
| 낙동대로               | 덕천 교차로 (덕천역)                        | 국도 제14호선 부산광역시도 제40호선 (만덕대로) 국도 제35호선 부산광역시도 제35호선 (백양대로)               | 부산광역시 | 부산광역시도 제40호선과 중복 |                          |
| 금곡대로               | 덕천 교차로 (덕천역)                        | 국도 제14호선 부산광역시도 제40호선 (만덕대로) 국도 제35호선 부산광역시도 제35호선 (백양대로)               | 부산광역시 |                              |                          |
| (금곡과선교)           | 부산광역시도 제66호선 (강변대로)            | | 부산광역시 |                              |                          |
| (이름 없음)            | 부산광역시도 제4105호선 (의성로)            | | 부산광역시 |                              |                          |
| 화명동 교차로 (수정역) | 학사로                                      | | 부산광역시 |                              |                          |
| 와석 교차로            | 부산광역시도 제77호선 (화명대로) 와석장터로 | | 부산광역시 |                              |                          |
| 화명역                 |                                             | | 부산광역시 |                              |                          |
| 화명삼거리             | 산성로                                      | | 부산광역시 |                              |                          |
| 화명교                 |                                             | | 부산광역시 |                              |                          |
| 율리역                 | 학사로 효열로                               | | 부산광역시 |                              |                          |
| (화명-금곡교)          | 부산광역시도 제66호선 (강변대로)            | | 부산광역시 |                              |                          |
| 동원역                 |                                             | | 부산광역시 |                              |                          |
| 금곡삼거리             | 금곡대로616번길                             | | 부산광역시 |                              |                          |
| 금곡역삼거리           | 효열로                                      | | 부산광역시 |                              |                          |
| 양산대로와 직결        |                                             | |            |                              |                          |